# Умови Йоди
Умови Йоди (від англ. Yoda conditions), або нотація Йоди (англ. Yoda notation) у жаргоні програмістів — «безпечний» стиль запису виразів порівняння при програмуванні мовами з Сі-синтаксисом, що полягає у написанні спочатку значення змінної, а потім — самої змінної. Такий запис дозволяє виявити на етапі компіляції і виправити помилку, властиву подібним мовам — операцію присвоєння =, помилково записану замість операції порівняння «==».
Названо на честь магістра Йоди зі всесвіту «Зоряних воєн», який має манеру змінювати порядок слів фрази.

## Суть нотації
У класичній нотації перевірка змінної на рівність певній константі записується так (приклад мовою PHP):
```
if
 
(
 
$variable
 
==
 
52
 
)
 
{
 
    
/* дії, що виконуються, якщо змінна дорівнює 52 */

}

```

тобто змінна, операція порівняння і константа. Дана конструкція вразлива щодо відомої помилки:
```
if
 
(
 
$variable
 
=
 
52
 
)
 
{
 
// ПОМИЛКА: ПРИСВОЄННЯ змінній значення 52

    
/* дії, що виконуються ЗАВЖДИ */

}

```

Такий код є синтаксично правильним, і при неналежному тестуванні може залишитися у програмі на тривалий час і стати причиною значної вразливості.
При застосуванні нотації Йоди змінну і константу міняють місцями, так що константа виявляється ліворуч:
```
if
 
(
 
52
 
==
 
$variable
 
)
 
{

    
/* дії, що виконуються, якщо змінна дорівнює 52 */

}

```

При такій нотації у випадку описки в операторі порівняння виходить синтаксично некоректне присвоєння константі і програма не буде працювати, поки помилка не буде знайдена і виправлена.
```
if
 
(
 
52
 
=
 
$variable
 
)
 
{
 
// ПОМИЛКА при компіляції

    
/* ... */

}

```

## Альтернативне використання нотації
Нотація Йоди також застосовна при розв'язанні проблеми небезпечної «нульової поведінки» (англ. unsafe null behavior) наприклад (приклад мовою Java):
```
String
 
myString
 
=
 
null
;

if
 
(
 
myString
.
equals
(
"foobar"
)
 
)
 
{
 
// Викликає NullPointerException

    
/* ... */
 

}

```

При застосуванні нотації Йоди:
```
String
 
myString
 
=
 
null
;

if
 
(
 
"foobar"
.
equals
(
myString
)
 
)
 
{
 
// Результат - Хибність

   
/* не виконується */
 

}

```

## Переваги та недоліки
Використання нотації Йоди не дозволяє програмам мовами C++, Java, PHP тощо працювати за наявності помилок у виразах порівняння (поведінку програми ця модифікація не змінює). Деякі програмісти вважають застосування даної нотації «ознакою гарного тону».
До недоліків нотації відносять складність написання, модифікації й читання програми, а також вузьку галузь застосування — тільки перевірка рівності, тільки порівняння з константою. Сучасні інструментальні засоби розробки (компілятори, редактори) дозволяють відслідковувати і видавати попередження за наявності присвоєння в керувальній конструкції, вважаючи його потенційно помилковим.

## Помилкаsys_wait4()
Цікавим є невдалий бекдор у функції sys_wait4() в ядрі Linux (2003). Розробка велась на пропрієтарній системі керування версіями BitKeeper, а ночами код викладався на загальний огляд на більш поширеній CVS. Цю CVS і зламали, додавши у функцію sys_wait4() два рядки, що перевіряють вхідні дані на некоректну комбінацію прапорців:
```
+       if ((options == (__WCLONE|__WALL)) && (current->uid = 0))
+                       retval = -EINVAL;
```

Бекдор було замасковано під звичайну описку — замість == стояло =. Таким чином, передача до функції двох прапорців, що суперечать один одному, виконувала код current->uid = 0, тобто давала програмі права суперкористувача.
Зміну виявлено під час автоматичного перенесення змін з BitKeeper до CVS — не збігся електронний підпис (за іншими даними, скрипт-експортер поскаржився на дивну дату файлу). Помилка в принципі не могла пройти у стабільне ядро (зв'язок між BitKeeper і CVS односторонній). Автора «дірки» знайти не вдалось.

### Англійською
- united-coders.com: What are Yoda Conditions? Examples in Java
- New programmier jargon. Mentions Yoda Conditions in a list of new programming jargon[недоступне посилання]
- Coding in Style. Probable origin of the term

### Російською
- Жаргон программистов — Условие Йоды